# CET Arad
Centrala Electrică de Termoficare (CET) Arad este o companie de stat producătoare de energie electrică și termică din România.
SC CET Arad a apărut în aprilie 2002, în urma reorganizării Termoelectrica, care a avut ca efect trecerea centralei de termoficare în subordinea autorităților locale.
În urma fuzionării cu SC Arterm, în anul 2004, CET a preluat întreaga activitate de producție, transport și distribuție a energiei termice, fiind singurul operator de termoficare din Arad.
CET asigură servicii de termoficare în Arad, respectiv apă caldă menajeră și căldură atât pentru consumatorii casnici, cât și pentru persoanele juridice.
Număr de angajați în 2009: 936